# Aziatische PGA Tour 2011
De Aziatische PGA Tour 2011 was het 17de seizoen van de Aziatische PGA Tour, sinds 1995. Het seizoen begon met de Avantha Masters, in februari, en eindigde met het Thailand Golf Championship, in december. Er stonden 22 golftoernooien op de kalender.

## Kalender
| Data  | Data  | Toernooi                                 | Land        | Winnaar                      | Score       | Score       | Info           |
| ----- | ----- | ---------------------------------------- | ----------- | ---------------------------- | ----------- | ----------- | -------------- |
| 17-02 | 20-02 | Avantha Masters                          | India       | SSP Chowrasia                | 273         | –15         | Verslag        |
| 22-03 | 25-03 | SAIL Open                                | India       | Kiradech Aphibarnrat         | 272         | –16         |                |
| 29-04 | 01-04 | Panasonic Open India                     | India       | Anirban Lahiri po            | 275         | –13         | Nieuw toernooi |
| 14-04 | 17-04 | Maybank Malaysian Open                   | Maleisië    | Matteo Manassero             | 272         | –16         | Verslag        |
| 19-04 | 22-04 | Indonesian Masters                       | Indonesië   | Lee Westwood                 | 269         | –19         |                |
| 28-04 | 01-05 | Ballantine's Championship                | Zuid-Korea  | Lee Westwood                 | 276         | –12         | Verslag        |
| 12-05 | 15-05 | ICTSI Philippine Open                    | Filipijnen  | Berry Henson                 | 283         | –5          |                |
| 16-06 | 19-06 | Queen's Cup                              | Thailand    | Chawalit Plaphol             | 273         | –11         |                |
| 20-07 | 23-07 | Worldwide Holdings Selangor Masters      | Maleisië    | Joonas Granberg              | 273         | –15         |                |
| 01-09 | 04-09 | Omega European Masters                   | Zwitserland | Thomas Bjørn                 | 264         | –20         | Verslag        |
| 08-09 | 11-09 | ISPS Handa Singapore Classic             | Singapore   | Himmat Rai po                | 271         | –9          |                |
| 15-09 | 18-09 | Venetian Macau Open                      | Macau       | Yih-shin Chan                | 270         | –14         |                |
| 06-10 | 09-10 | Yeangder Tournament Players Championship | Taiwan      | Wei-chih Lu                  | 283         | –5          |                |
| 13-10 | 16-10 | Hero Indian Open                         | India       | David Gleeson                | 268         | –20         |                |
| 20-10 | 23-10 | CJ Invitational Hosted by KJ Choi        | Zuid-Korea  | KJ Choi                      | 271         | –17         | Nieuw toernooi |
| 27-10 | 30-10 | CIMB Asia Pacific Classic                | Maleisië    | Bo Van Pelt                  | 261         | –23         |                |
| 03-11 | 06-11 | Mercuries Taiwan Masters                 | Taiwan      | Wei-chih Lu                  | 278         | –10         |                |
| 10-11 | 13-11 | Barclays Singapore Open                  | Singapore   | Gonzalo Fernández-Castaño po | 199         | –14         | Verslag        |
| 17-11 | 20-11 | Iskandar Johor Open                      | Maleisië    | Joost Luiten                 | 198         | –15         | Verslag        |
| 01-12 | 04-12 | Hong Kong Open                           | Hongkong    | Rory McIlroy                 | 268         | –12         | Verslag        |
| 08-12 | 11-12 | King's Cup                               | Thailand    | Geannuleerd                  | Geannuleerd | Geannuleerd | Geannuleerd    |
| 15-12 | 18-12 | Thailand Golf Championship               | Thailand    | Lee Westwood                 | 266         | –22         | Nieuw toernooi |

| po = winnaar na play-off |

2010 ·
2011 ·
2012 ·
2013 ·
2014 ·
2015